# Reisezugwagen NSB Type 5
Die Reisezugwagen NSB Type 5 sind eine Baureihenfamilie, die für Norges Statsbaner zwischen 1977 und 1981 für den Betrieb auf Fernverkehrsstrecken in Norwegen gebaut wurde.

## Geschichte
Strømmens Værksted baute insgesamt 92 Stahlwagen, davon waren 2 Wagen A3, 7 Wagen BF13, 20 Wagen BF14 und 63 Wagen B5. Zusätzlich wurden drei BF13-Wagen aus älteren Wagentypen umgebaut.
Die Umbauwagen der ersten Serie BF13 (BF13 t.1, 21701–21703) wurden zwischen 2000 und 2013 ausgemustert, die Wagen der zweiten Serie (BF13 t.2, 21704–21710) werden nicht mehr im hochwertigen Reisezugdienst verwendet.
56 Wagen wurden 2010 in Ungarn einer Modernisierung unterzogen. Dabei erhielten sie neue Drehgestelle, neue Sitze, neue Beleuchtung und eine Klimaanlage. Mit der Modernisierung erhielten sie eine neue Bezeichnung. Die ersten in Ungarn umgebauten Wagen (B5-3, A5-1, BC5-3 und FR5-1) wurden am 20. Juni 2011 auf der Vestfoldbane in Betrieb genommen.
Seit Oktober 2020 werden Wagen des Typs 5 auf folgenden Strecken eingesetzt:
- Alle von Lokomotiven gezogenen Züge auf der Dovrebane Oslo–Trondheim mit El 18 und der Nordlandsbane Trondheim–Bodø mit Di 4 (Typen B5-3, B5-5, A5-1, BC5-3 und FR5-1)
- Sørlandsbane: Ein tägliches Zugpaar sowie Nachtzüge.

## Varianten
Gelb unterlegte Typen sind noch im Einsatz (Stand: 2020):
| Bezeichnung | Beschreibung                                                                      | Nummern | Besonderes |
| A3          | 1. Klasse                                                                         | 24008–24009 | Am 24. März 2000 ausgemustert |
| A5-1        | 1. Klasse (Komfort)                                                               | 26013, 26014, 26053, 26057, 26059, 26062 | Umbau aus B5-2 (2010–2012) |
| B5          | 2. Klasse                                                                         | 1. Serie: 26001–26018 (1977) 2. Serie: 26019–26028 (1980) 3. Serie: 26029–26063 (1980/81)                                                    | Ohne Skihalter, Umbau in B5-2 zwischen Februar 1986 und August 1989 |
| B5-2        | 2. Klasse                                                                         | 26001–26063 | Mit Skihalter 26010 (1998); 26052 (2012); 26023, 26027, 26058 (2013); 26051, 26054 (2014) ausgemustert. 26029–26032 in BC5 umgebaut (1994) 26041–26047 in BC5-2 umgebaut (2002–2003) 26003, 26008, 26025, 26036 und 26061 in BC5-3 umgebaut (2010–2013) 26001, 26004–26007, 26009, 26012, 26020, 26024, 26037–26039, 26041, 26048–26050, 26055–26056, 26060, 26063 in B5-3 umgebaut (2010–2013) 26013, 26014, 26053, 26057, 26059, 26062 in A5-1 umgebaut (2010–2012) 26002, 26016, 26018, 26022, 26034, 26040, 26048 in B5-6 umgebaut (2010–2013) 26028 am 19. Februar 2014 an Skandinaviska Jernbanor AB (Bezeichnung B5N) für Blå Tåget |
| B5-3        | 2. Klasse, Haustiere nicht zugelassen                                             | 26001–26002, 26004–26007, 26009, 26012, 26016, 26018, 26020, 26022, 26024, 26034, 26037–26039, 26041, 26048–26050, 26055–26056, 26060, 26063 | 26002, 26016, 26018, 26022, 26034, 26040, 26048 Umbau aus B5-6 (2010–2013) 26001, 26004–26007, 26009, 26012, 26020, 26024, 26037–26039, 26041, 26048–26050, 26055–26056, 26060, 26063 Umbau aus B5-2 (2010–2013) |
| B5-5        | 2. Klasse, Haustiere zugelassen                                                   | 26011, 26015, 26017, 26019, 26026, 26033, 26035, 26040                                                                                       | 26011, 26015, 26017, 26019, 26026, 26033, 26035 aus B5-2 umgebaut (2010–2013) 26040 aus B5-6 umgebaut (2015) |
| B5-6        | 2. Klasse, Haustiere nicht zugelassen                                             | 26002, 26016, 26018, 26022, 26034, 26040, 26048                                                                                              | aus B5-2 (2010–2013) umgebaut 26002, 26016, 26018, 26022, 26034, 26048 im Dezember 2015 in B5-3 umgebaut 26040 in B5-5 umgebaut (2015) |
| BC5         | 2. Klasse mit Liegesessel                                                         | 26029–26032 | Ersetzt durch A5-1 (Komfort) 26029 am 9. Juli 2013 an Norsk Jernbanemuseum 26030 und 26032 am 19. Februar 2014 an Skandinaviska Jernbanor AB (Bezeichnung BC5N) für Blå Tåget 26031 am 15. Juli 2013 ausgemustert |
| BC5-2       | 1. und 2. Klasse                                                                  | 26041–26047 | Abteil 1. Klasse (Komfort), Abteil 2. Klasse aus B5-2 umgebaut (2002–2003) 26042 (2013), 26043 (2012), 26047 (2014) ausgemustert 26041 in B5-3 umgebaut (2012) 26044–26046 in B5-3 umgebaut (2012–2013) |
| BC5-3       | Rollstuhlplatz und Kinderabteil                                                   | 26003, 26008, 26025, 26036, 26044–26046 und 26061                                                                                            | 26003, 26008, 26025, 26036, 26061 aus B5-2 umgebaut (2010–2013) 26044–26046 aus B5-3 umgebaut (2012–2013) |
| BF14        | Rollstuhlplatz, Kleinkinderabteil, Zugbegleiterabteil, Gepäckraum                 | 21711–21730 | 21713–14, 21718–19, 21722, 21724–27 zwischen 2010 und 2013 in FR5-1 umgebaut 21712 wurde 2001 ausgemustert 21711 und 21715 am 19. März 2015 an Skandinaviska Jernbanor AB für Blå Tåget 21717 am 28. September 2016 an Norsk Jernbanedrift (NJD) Bahndienstfahrzeuge: November 2003: 21730 wird XZ-BF14 008 bei NSB, im Juni 2016 an Jernbaneverket, Juli 2013: 21716 wird 0021716A und März 2015: 21720 wird 0021720A bei Jernbaneverket, ab 1. Januar 2017 alle Bane NOR |
| FR5-1       | Bistro mit Speiseraum, Zugbegleiterabteil, Gepäckraum, Haustiere nicht zugelassen | 21713–14, 21718–19, 21722, 21724–27 | Umbau aus BF14 (2010–2013) |

Die Fahrzeuge wurden von 1977 bis 1996 von Norges Statsbaner sowie anschließend bis 2020 von den Nachfolgegesellschaften Norges Statsbaner und Vy eingesetzt. Am 15. Oktober 2016 wurden sie an Norske tog übertragen. Durch die Vergabe von Verkehrspaketen im Reisezugverkehr werden sie seit dem 15. Dezember 2019 auch von SJ Norge (Trafikkpakke 2 Nord) verwendet.